# Христоф II фон Дона-Шлодін
Христофор II фон Дона-Шлодін (25 жовтня 1702, Шлодін, Східна Пруссія — 19 травня 1762, Берлін, Королівство Пруссія) — прусський воєначальник Семирічної війни, генерал-лейтенант (1751), бургграф. 

## Біографія
Народився у сім'ї бургграфа Христофора I графа Дона-Шлодіна. В юності вступив на службу до прусської армії. Із 1718 року — прапорщик 23-го піхотного полку. Із 1719 року він служив у 3-му піхотному полку капітаном. У 1734 році одружився з Фрідерикою Амалією Альбертиною, дочці графа Генріха Вільгельма Зольмс-Вільденфельсського, у шлюбі мав 10 дітей, з яких вижили лише троє. 
Із 1740 року — полковник 3-го піхотного полку, з 1745 року — генерал-майор, з 1751 року — генерал-лейтенант. Учасник обох Сілезьких воєн. У ці ж роки став близьким соратником короля Фрідріха II. 

### Семирічна війна
На початку Семирічної війни служив у корпусі фельдмаршала Йоганна фон Левальда у Східній Пруссії. Брав участь у битві під Гросс-Єгерсдорфом, де був поранений. 
Із квітня 1758 року командував прусськими військами у Померанії, успішно вигнав звідти шведів. Потім Дона зі своїм корпусом деблокував обложений росіянами Кюстрін і взяв участь у битві під Цорндорфом. Восени 1758 року Дона розбив австрійців у Саксонії і шведів під Кольбергом і Штральзундом. 
У червні-липні 1759 року командував прусським корпусом, який діяв проти російської армії генерала Салтикова. Дона зазнав поразки і незадовго до битви при Пальцигу був замінений на посаді генералом Веделем. У липні 1759 року відправлений у відставку, жив і помер у Берліні. 